# Conferencia de Bloemfontein

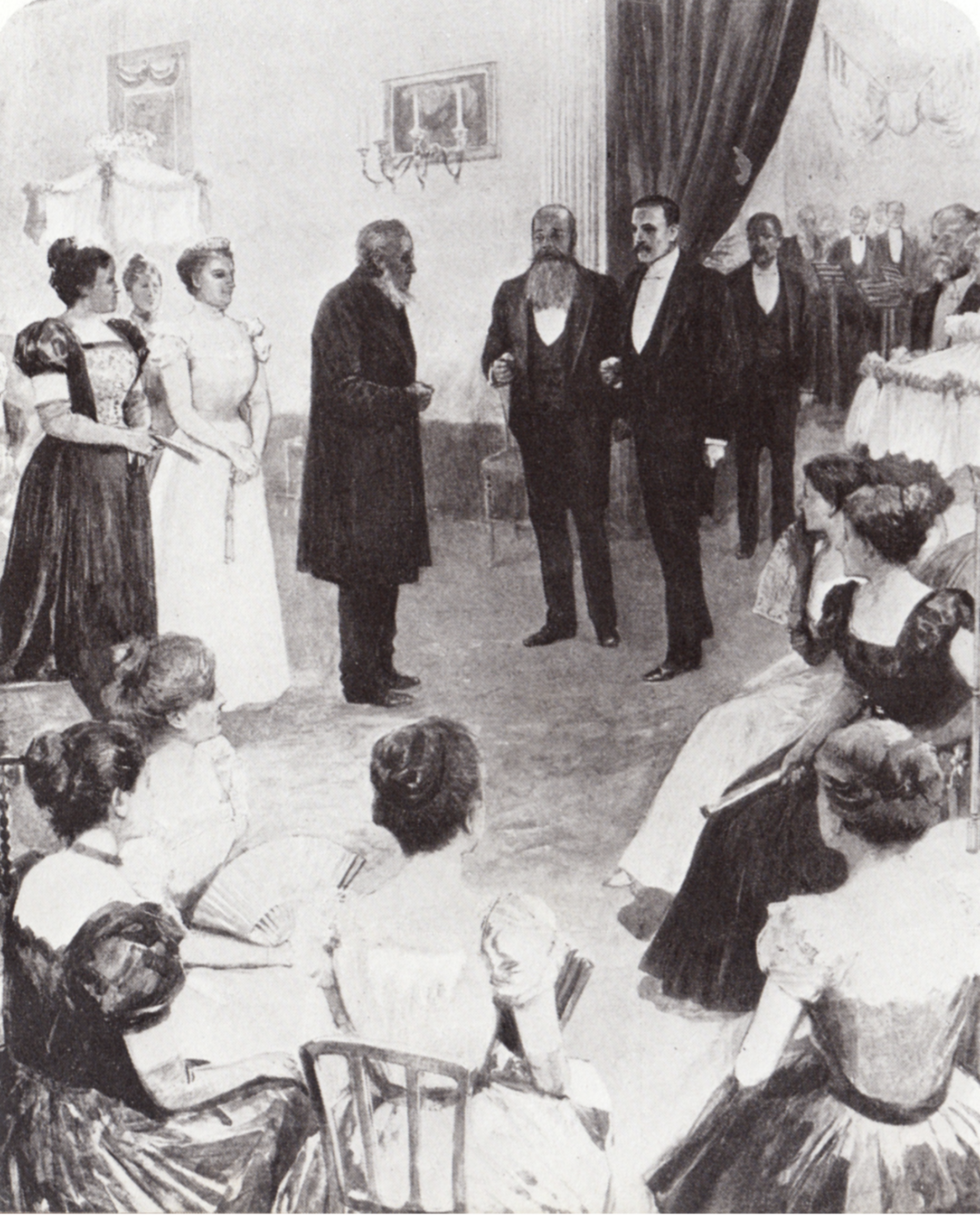
Ilustración de la Conferencia de Bloemfontein,1899.

La Conferencia de Bloemfontein fue una reunión que tuvo lugar en Bloemfontein, la capital del Estado Libre de Orange del 13 de mayo al 5 de junio de 1899. La cuestión principal tratada tuvo que ver el estatus de los trabajadores migratorios británicos llamados "Uitlanders", quienes trabajaban en los campos auríferos en Transvaal.
La conferencia fue celebrada a iniciativa de Martinus Theunis Steyn, presidente del Estado Libre de Orange, a fin de resolver diferencias entre el presidente Paul Kruger de la República de Transvaal  y alto comisionado Británico Alfred Milner. Fue considerada un último esfuerzo de reconciliación para prevenir la guerra entre las dos facciones.
En la conferencia, Milner hizo tres demandas a Kruger:
- La promulgación por Transvaal de una ley que diera inmediatamente a los Uitlanders la ciudadanía y el derecho de votar.
- El uso de la lengua inglesa en el Volksraad (el Parlamento del Transvaal}.
- Todas las leyes del Volksraad tendrían que ser aprobadas por el Parlamento británico.

Kruger consideró estas demandas una imposibilidad, sin embargo quiso reducir el período de la ciudadanía para los Uitlander de los catorce años a siete años. Milner rechazó negociar sus demandas originales. Y a pesar del estímulo del Secretario Colonial británico Joseph Chamberlain para seguir las conversaciones, Milner se retiró de la conferencia el 5 de junio, y no fue alcanzada ninguna resolución acerca del destino de los Uitlanders.
Al poco tiempo, Milner formó una diatriba que llamó el "Mensaje de Helot", en el que fustigó al Transvaal como una fuerza que "amenaza la paz y la prosperidad del mundo". El 11 de octubre de 1899, la Segunda Guerra Anglo-Bóer comenzó.